# Calesia amydra
Calesia amydra là một loài bướm đêm trong họ Erebidae.